# Іркліївський район
Іркліївський район — адміністративно-територіальна одиниця утворена в 1923 році в складі Черкаської округи. Районний центр — село Іркліїв.
З 27 лютого 1932 року район в складі Київської, з 22 вересня 1937 року Полтавської, з 7 січня 1954 року у складі новоствореної Черкаської області.
Станом на 1 вересня 1946 року в районі було 35 населених пунктів, які підпорядковувались 26 сільським радам. З них 26 сіл та 9 хуторів:
- села: Бузьки, Васютинці, Воронинці, Демки, Загородище, Іркліїв, Котлів, Крутьки, Лихоліти, Лящівка, Мельники, Митьки, Мойсинці, Москаленки, Мутихи, Налісні, Панське (Червоне), Першотравневе, Пищики, Ревбинці, Самовиця, Скородистик, Старе, Старий Коврай, Червонохижинці, Чехівка.
- хутори: Більки, Дубинка, Коврай, Михайлівка, Павлецки, Сусликів, Чайкин, Червоногірка, Чобітки.

Район ліквідований у листопаді 1959 року, а його населені пункти відійшли до Чорнобаївського району.